# Capitalisation de l'expérience
Pour les articles homonymes, voir Capitalisation (homonymie).
La démarche de capitalisation de l'expérience est issue des pratiques des entreprises. L'ensemble des savoir-faire et des connaissances produites et utilisées par l'entreprise déterminent une part du capital de l'entreprise. Cette part croit avec la vitalité de l'entreprise en termes de capacité d'innovation.
Depuis quelques années, le concept de « capitalisation d'expérience » a été transposé au niveau associatif et à celui de la coopération internationale et sert de levier à l'identification et à la normalisation d'un ensemble de procédés, d'approches, de « manières de faire », communément dénommées de bonnes pratiques.
La capitalisation d'expérience tend donc à devenir une méthode d'approche en vue de l'établissement de standards, de minima, de critères et d'indicateurs de réussite dans le champ de l'intervention sociale.